# Nuevas Amistades
Nuevas Amistades es un dúo musical de origen español formado por Alberto Comesaña (Semen Up, Amistades Peligrosas) y Yolanda Yone. El grupo también es conocido popularmente como Nuevas Amistades Peligrosas y Las Amistades Peligrosas de Alberto Comesaña.
Tras disolverse el grupo Amistades Peligrosas por segunda vez, Alberto Comesaña conoció a la cantante Yolanda Yone y decidió crear el dúo Nuevas Amistades.
El grupo recorrió la geografía interpretando los grandes éxitos de Amistades Peligrosas. En 2006 se metieron en el estudio de grabación para dar forma al disco Protección solar (Monólogos chill out). Un trabajo muy diferente a lo que venía haciendo en sus anteriores discos, el nuevo estilo se embarcaba en el llamado slam. El slam es una corriente musical nacida en los pubs de New York, a caballo entre el hip hop y el recitado, se puede definir al slam como la poesía sobre música. El álbum incluyó como bonus track una versión del clásico de Amistades Peligrosas Me haces tanto bien. El sencillo de presentación fue el tema La Felicidad.
En 2008, se presentaron a la preselección española para elegir al representante de España en el festival de Eurovisión. La canción presentada fue La Felicita (Himno ACES), una versión de La felicidad interpretada en diferentes idiomas y que contaba con la participación de Hevia. Finalmente no fueron seleccionados para representar a España.
Unos meses después grabaron un jingle para el programa de radio Sospechosos Habituales que la propia Yolanda Yone había compuesto.
En 2009 editaron el disco C’est la vie. que incluía los grandes éxitos de Amistades Peligrosas pero ahora interpretados por Yolanda Yone, así como algunos temas inéditos.
En 2010, Yolanda Yone lanzó su primer disco en solitario titulado Imaginando. Además continúan realizando concierto como Nuevas Amistades dentro del espectáculo PopTour, donde diferentes cantantes de los años 80 y 90's interpretan grandes éxitos de esos años.
En 2014, Yolanda Yone decide centrarse en su carrera en solitario y Alberto Comesaña se une a Chus Herranz con la que inicia una gira de conciertos en Chile donde interpretan los grandes éxitos del grupo junto a Ella Baila Sola.
El cantante Alberto Comesaña celebrará en 2015 el 30 aniversario de su carrera artística. Para ello pretende grabar un dueto con una cantante peruana, tal y como ha anunciado en un vídeo.